# 广福观
39°56′21″N 116°23′41″E / 39.9392012°N 116.3946515°E
广福观是位于北京市西城区什刹海附近的烟袋斜街内的一座道教宫观，主祀純陽祖師呂洞賓。

## 历史
广福观建于明天顺三年（1459年），明朝管理全国道教的机构“道录司”曾设于此。清朝雍正年间重修，改名为孚佑宫，到中华民国时期又改回原名，一度曾设有“安庆水会”。中华人民共和国成立后，广福观被改为民居。2008年获得重修，此后作为文化展览场所对外开放。观内有明朝天顺四年（1460年）《重修广福观碑》。明朝文人李东阳有诗“飞楼凌倒影，下照清澈底”，咏广福观景致。
中华人民共和国时期，广福观变为民宅、酒吧、餐馆。广福观分东西两院，东院保存较为完好，有山门、中殿、后殿等建筑尚存，西院却仅余3间正殿，3间东配房。2007年，西城区人民政府启动了烟袋斜街特色街建设工程，腾退了广福观内的住户，以修复广福观。2007年，在修缮广福观时，发现了多组清代彩绘。2008年4月起，西城区对广福观进行了一期修缮，截至2008年8月已修复了山门和两个大殿，并复建了东西配殿。2008年8月13日，广福观修复后首次开放，举办了《京华胜地———什刹海历史文化展》。2012年，广福观再度修缮完毕。

## 建筑
广福观建筑分为东、西两院。东院即正院，为今烟袋斜街37号院。西院是广福观的西跨院，为今烟袋斜街51号院。民国二十年（1931年），对广福观内建筑进行了测绘。
东院建筑有：
- 山门：光绪九年改建山门。2008年修复。山门上有石额，内刻楷书“广福观”。汉白玉拱形券门上雕刻有缠枝花纹。
- 天王殿：位于山门以北，三间，为2008年复建。
- 三清殿：位于天王殿以北，三间，2008年修复。
  - 崇玄殿：三清殿的东配殿，三间，为2008年复建。
  - 演法殿：三清殿的西配殿，三间，为2008年复建。
  - 转角房：四座，连接天王殿、演法殿、三清殿、崇玄殿。
- 三官殿：位于三清殿以北，五间，前有月台。2008年修复。[6][3]

西院（白云仙院）建筑有：
- 山门：一间。已毁。
- 吕祖殿：位于西院内南侧，三间，为西院一进院的正殿。
  - 东厢房：位于吕祖殿东南侧，为西院一进院的厢房。
- 后殿：五间。已毁。
  - 二进院东西厢房及耳房、正房及耳房：位于吕祖殿以北。[6][3]

## 保护
2011年6月13日，广福观公布为第八批北京市文物保护单位，编号8-6。